# Jozyanne
Jozyanne, (Fortaleza, 23 de janeiro de 1977) nome artístico de Jozyanne  Lopes de Oliveira é uma Pastora, cantora brasileira de música cristã contemporânea e ex-integrante dos grupos Altos Louvores e Voices.
Foi indicada ao Grammy Latino na categoria de "Melhor Álbum de Música Cristã em Língua Portuguesa" com o álbum Eu Tenho a Promessa; também foi premiada com três discos de ouro pelos álbuns Eu Tenho a Promessa e Herança.

## Biografia
Jozyanne nasceu em 23 de janeiro, na cidade de Fortaleza, no estado do Ceará. Oriunda de berço cristão, seus pais João e Zeni Lopes, também são envolvidos com a música e seu irmão, Josué Lopez, é um produtor musical e maestro; tendo produzido diversos trabalhos seus.
É casada com o Pastor Odilton Ângelo, são pais de Isabella Lopes e Manuella Lopes, ambas também cantoras. Odilton dirigiu várias filiais e desde 2010 é vice-presidente da Assembleia de Deus Vitória em Cristo, presidida por Silas Malafaia.

## Carreira
Jozyanne aprendeu os primeiros acordes e variações do canto aos três anos de idade, e aos oito anos, solou três faixas no LP de sua mãe.
Em 1993, Jozyanne entra no grupo Altos Louvores ficando por 4 anos e meio, participando dos álbuns Santos dos Santos e Vencedor.
Saindo do grupo, Jozyanne é convidada pela cantora e produtora artística Marina de Oliveira para participar de uma gravação de um álbum em espanhol, para representar a gravadora MK Music (antes MK Publicitá) em uma feira internacional. O Grupo Voices, formada por: Fernanda Brum, Eyshila, Liz Lanne e Marina, lançara o álbum de estreia Colores del amor no ano de 1997, no festival "Canta Los Angeles", em L.A., Estados Unidos. O disco foi um sucesso no Brasil e no exterior.
Mais tarde, Jozyanne lançaria pelo Grupo Voices os álbuns: Corações Gratos (1999), Por toda vida (2000)  e Coração de Criança (2001). A canção "Pisa no Inimigo" (faixa do álbum Por toda vida; que vendeu mais de 100 mil cópias rendendo um disco de ouro) teve uma boa repercussão no Brasil todo, e por isso, Jozyanne junto com o Grupo Voices participaram do Programa do Ratinho, porém, Marina de Oliveira não estava com o grupo.
No ano de 2001, Jozyanne lança seu álbum de estreia, Um Novo Coração, com a produção de Emerson Pinheiro e Jairinho Manhães, pela gravadora MK Music. Com o álbum vieram os videoclipes "Chame por Ele" e "Sinto o teu Poder" lançados no mesmo ano. Em 2002, Jozyanne também participa do quinto álbum de estúdio do Grupo Voices, Aliança, com produção de Marquinhos Menezes e Emerson Pinheiro.
Em 2003 Jozyanne lança o seu segundo álbum de estúdio, Som do Céu, com a produção de Jairinho Manhães; No ano de 2005 Jozyanne lança junto com o Grupo Voices o sexto álbum, Acústico (o disco, mesmo sendo acústico, veio com músicas inéditas e este é o último trabalho de Jozyanne com o Grupo) vendendo mais de 50 mil cópias, o CD foi disco de ouro pela ABPD. Neste álbum, Lilian Azevedo participa como substituta de Jozyanne, em álbuns futuros do grupo. Três meses depois, em julho, a cantora lança o seu terceiro álbum de estúdio, intitulado Espero em Ti com a produção de Ludmila Ferber e Rogério Vieira.
Em junho de 2007, Jozyanne lança o quarto álbum de sua carreira, Eu Quero Ir pra Lá, com a participação especial da cantora Cassiane na canção "Santidade". O disco foi produzido pelo maestro Jairinho Manhães.
Em março de 2009, Jozyanne lança o seu primeiro álbum ao vivo intitulado Eu Tenho a Promessa, gravada em 29 de setembro de 2008, na Assembleia de Deus da Penha no Méier. O disco foi produzido por Josué Lopez e pelo pianista Rafael Castilhol e o álbum teve a participação especial do cantor Anderson Freire na canção "Pedido de oração". O álbum foi indicado ao Grammy Latino de 2009, na categoria de "Melhor Álbum de Música Cristã (Língua Portuguesa)", concorrendo com sua colega de gravadora Marina de Oliveira, porém, perdendo para a banda de rock cristão Oficina G3.
Em 2011, lançou seu primeiro DVD, "Herança - Ao Vivo", com músicas do álbum homônimo e os sucesso da intérprete.
No dia 6 de setembro de 2011, assinou contrato com a Central Gospel Music. O álbum de estreia na gravadora, intitulado Meu Milagre, foi lançado em 21 de abril de 2012.
Em maio de 2013, Jozyanne recebeu o diagnóstico de que estava com lúpus, uma doença sem cura, e teve que se submeter a um tratamento desgastante. Segundo a cantora, logo que a enfermidade foi diagnosticada, ela recebeu ordens médicas, exigindo que parasse de trabalhar por três meses.
No dia 29 de março de 2014, enquanto estava em tratamento, Jozyane gravou o álbum Esperança. Totalmente ao vivo, foi gravado na Assembleia de Deus Vitória em Cristo, em São João de Meriti. O álbum, o segundo pelo selo Central Gospel, foi lançado em 6 de setembro de 2014 durante o Programa Vitória em Cristo.
No dia 20 de maio de 2017, a cantora lançou seu terceiro e último álbum pela Central Music, Coragem.
Em 12 de março de 2019, a cantora assina contrato e retorna com a MK Music, gravadora que permaneceu por mais de 10 anos. Desde seu retorno à MK Music, gravou três singles: "Majestoso", "Como Ele É", "Incansável" e "Abre o Céu".
Em 18 de novembro de 2021, Jozyanne lança o EP Propósito, trazendo os singles lançados desde sua volta à MK, incluindo "Profetiza", feat. com Eyshila e "Maior Tesouro" com Anderson Freire.
No ano de 2021, a cantora gravou ao vivo no Reuel Studios o seu projeto comemorativo de 20 anos de carreira. O álbum contou com participações de diversos nomes da música gospel atual. Suas canções foram lançadas como singles de Dezembro de 2021 à Maio de 2022, o álbum completo chega as plataformas digitais no dia 23 de Junho de 2022.

## Discografia
- 2001: Um Novo Coração
- 2003: Som do Céu
- 2005: Espero em Ti
- 2007: Eu Quero Ir pra Lá
- 2009: Eu Tenho a Promessa
- 2010: Herança
- 2012: Meu Milagre
- 2014: Esperança
- 2017: Coragem
- 2021: Propósito
- 2022: 20 Anos - (Ao Vivo)
- 2025: O Som da Voz

Singles:
- 2001: Chame por Ele
- 2001: Sinto o Teu Poder
- 2003: Deus dos Impossíveis
- 2003: Vem Espírito
- 2005: Meu Refúgio
- 2007: Eu Quero ir pra Lá
- 2009: Abra os Meus Olhos
- 2009: Eu Tenho a Promessa
- 2009: Eu Quero Minha Bênção
- 2010: Herança
- 2010: Escondido em Deus
- 2012: Meu Milagre
- 2012: Questão de Fé
- 2012: Nada Valerá
- 2014: Se Eu não Conseguir Falar
- 2014: Ao Som do Teu Louvor
- 2017: Sangue Precioso
- 2017: Rendição
- 2019: Majestade
- 2019: Como Ele é
- 2020: Incansável
- 2020: Maior Tesouro (feat. Anderson Freire)
- 2021: Abre o Céu
- 2021: Herança (feat. Francielli Santos)
- 2021: Espírito Santo (feat. Paola Carla)
- 2021: Profetiza (feat. Eyshila)
- 2021: Santidade (Ao Vivo) (feat. Cassiane)
- 2022: Chame Por Ele (Ao Vivo) (feat. Pedro Henrique)
- 2022: Sinto o Teu Poder (Ao Vivo) (feat. Midian Lima)
- 2022: Deus dos Impossíveis (Ao Vivo) (feat. Valesca Mayssa)
- 2022: Escondido em Deus (Ao Vivo) (feat. Isabella Lopes e Manu Lopes)
- 2022: Abra os Meus Olhos (Ao Vivo) (feat. Nathália Braga)
- 2022: Santo/Majestade (Ao Vivo) (feat. Leandro Borges)
- 2022: Eu quero Minha Benção (Ao Vivo) (feat. Bruna Karla)
- 2022: Se Eu não Conseguir Falar (Ao Vivo) (feat. Jessé Aguiar)
- 2022: Meu Milagre (Ao Vivo) (feat. Midian Lima, Pedro Henrique e Nathália Braga)
- 2022: Abra os Meus Olhos (Ao Vivo no Louvorzão 2022)
- 2024: Vou Rasgar o Céu (Ao Vivo)
- 2024: A Voz (Ao Vivo)
- 2024: Somente Filho (Ao Vivo) (feat. Canção & Louvor)
- 2024: É Quase Meia-Noite (Meu Coração Queima) (Ao Vivo)
- 2025: Perfeito Amor (Ao Vivo) (feat. Gabi Sampaio)
- 2025: Tu És Adorado (Ao Vivo)
- 2025: Por Onde Eu For (Ao Vivo) (feat. Marcus Salles
- 2025: Não Estou Só (Ao Vivo)

Vendagens
| Ano  | CD                  | Vendas  | Certificação                           |
| ---- | ------------------- | ------- | -------------------------------------- |
| 2001 | Um Novo Coração     | 50.000  | Sem certificação                       |
| 2003 | Som do Céu          | 100.000 | Sem certificação                       |
| 2005 | Espero em Ti        | 50.000  | Disco de ouro, mas não foi certificado |
| 2007 | Eu quero ir pra Lá  | 65.000  | Disco de ouro, mas não foi certificado |
| 2009 | Eu tenho a Promessa | 100.000 | Ouro                                   |
| 2010 | Herança             | 70.000  | Ouro                                   |
| 2012 | Meu Milagre         | 60.000  | Ouro                                   |
| 2014 | Esperança - Ao Vivo | 50.000  | Disco de ouro, mas não foi certificado |
| 2017 | Coragem             | 10.000  | Sem certificação                       |

## Videografia
- 2011: Herança - (Ao Vivo)
- 2022: 20 Anos - (Ao Vivo)

## Indicação
Grammy Latino
| Ano  | Categoria                                                                  | Resultado |
| ---- | -------------------------------------------------------------------------- | --------- |
| 2009 | "Melhor Álbum de Música Cristã em Língua Portuguesa - Eu Tenho a Promessa" | Indicada  |

## Livro
- 2017: Jozyanne: questão de fé: Uma história de milagre e superação[30]